# Pokemouche
Vous lisez un « bon article » labellisé en 2009.
Pour les articles homonymes, voir Pokemouche (homonymie).
Pokemouche (API : /pɔkmuʃ/) est un ancien district de services locaux canadien du comté de Gloucester, au nord-est du Nouveau-Brunswick, dans la péninsule acadienne. Dans le cadre de la réforme de la gouvernance locale du 1er janvier 2023, le DSL a été annexé à la ville de Caraquet.
Malgré sa population de seulement 518 habitants, le village occupe une position importante dans le transport, l'économie et la culture de la région et fait l'objet de plusieurs projets majeurs.
Le site de Pokemouche est visité depuis au moins quatre millénaires par les Paléoaméricains et depuis 3 000 ans par les Micmacs, maintenant établis à Burnt Church.
Le village actuel date de 1812. Il a d'abord été centré sur l'industrie forestière, mais la transformation de la tourbe est maintenant la base de l'économie.

## Toponyme
Le nom « Pokemouche » dérive de « Pokomújpetúák », un mot de la langue micmaque prononcé [pokomu:tʃpetu:a:k], écrit ainsi dans l'orthographe Francis-Smith (Pogomu’jpetu’a’g dans l'orthographe de Listuguj, Pokomu:jpetu:a:k dans l'orthographe du Lexique, Pogomotjpetoag dans l'orthographe Pacifique et Pokŭmooch'-petooāāk dans l'orthographe Rand). Ce mot signifierait entrée d'eau salée, beaucoup de poissons ou encore terre d'abondance selon les sources. Le nom fut mentionné pour la première fois en 1685 sur une carte géographique du missionnaire récollet Emanuel Jumeau, alors basé à Miramichi, avec l'orthographe Pakmouch. Il y eut ensuite successivement Poquemouche (Bellin, 1744 et Mitchell, 1755), Pokemushi (Jefferys, 1755, Smethurst, 1755), Bamush (DesBarres, 1778), Pockmouche (Coney, 1832 et Saunders, 1852) et Pokamouche (Gesner, 1847). L'orthographe actuelle apparut en 1852 (Perley). Le nom usuel du village était autrefois l'en-haut de Pokemouche tandis que le village d'Inkerman s'appelait l'en-bas de Pokemouche, en référence à la position de ces villages sur la rivière Pokemouche.
Le nom Pokemouche peut s'appliquer à toute la basse vallée de la rivière. Par exemple, il y a l'aéroport de Pokemouche à Village-Blanchard et le club de golf de Pokemouche à Landry.

## Géographie

### Géographie physique

#### Situation

Carte topographique de Pokemouche.

Pokemouche est situé à 55 kilomètres à vol d'oiseau à l'est de Bathurst, dans la péninsule acadienne. Le DSL a une superficie de 22,79 km2.
Pokemouche est situé à 15 kilomètres de route au sud de Caraquet, à 35 kilomètres au sud-ouest de Shippagan et à 18 kilomètres au nord de Tracadie-Sheila. Sa position par rapport aux trois principales villes de la Péninsule vaut à Pokemouche d'être considéré comme le centre géographique de la région.
Le village est situé au bord de la rivière Pokemouche, à 7 kilomètres à l'ouest du golfe du Saint-Laurent.
Pokemouche possède un territoire allongé ayant grossièrement la forme d'un rectangle orienté nord-sud, limitrophe de Six Roads au sud, de Landry à l'ouest, d'Évangéline au nord-est et d'Inkerman à l'est. Au nord, Village-Blanchard touche Pokemouche sur un point à l'intersection de la rue Basile et de la route 11.
Le village est généralement considéré comme faisant partie de l'Acadie.

#### Hydrographie
La rivière Pokemouche traverse le village en formant un « S », y entrant à l'ouest et y sortant au nord-est. Les rives de la rivière sont abruptes à Haut-Pokemouche alors que le reste du territoire est plutôt plat. La rivière mesure entre 200 et 1000 mètres de large au niveau du village. L'effet de la marée se ressent jusqu'à Maltempèque, à l'ouest. L'île Walshs se trouve dans la rivière Pokemouche alors que l'île Polly et l'île Buckley se trouvent dans le Bras sud de la rivière. Les deux dernières sont en fait reliées au continent par des marais et toutes ces îles sont inhabitées.
Au centre du village, la branche sud de la rivière Pokemouche conflue en rive droite de la branche principale. Au nord-est, la rivière Waugh conflue avec la rivière Pokemouche pour former le lac Inkerman. Les autres cours d'eau sont, d'amont en aval, le ruisseau Cowans, le ruisseau Dukes, le ruisseau McConnell, le ruisseau Walshs, le ruisseau Whalens et le ruisseau Whittys.

#### Géologie
Le sous-sol de Pokemouche est composé principalement de roches sédimentaires, surtout du grès gris, datant du Pennsylvanien (entre 300 et 311 millions d'années). Le sol de Pokemouche est meilleur qu'à beaucoup d'autres endroits de la côte est de la province et supporte donc mieux l'agriculture.

#### Flore et faune
Pokemouche est situé dans l'écorégion des basses terres de l'est, plus précisément dans l'écodistrict de Caraquet. La longue histoire de colonisation et de perturbation de la forêt a entraîné la prédominance de l'érable rouge, le peuplier faux-tremble et le bouleau gris. Le creux des vallées et les secteurs de sols grossiers sont recouverts d'épinettes noires et de pins gris, témoins d'une fréquence élevée d'incendies. Il y a également de la pruche, du thuya occidental et du mélèze laricin poussant par endroits.
Une quinzaine de carrières ont été exploitées, principalement à Haut-Pokemouche. La pêche est pratiquée sur la rivière mais n'a jamais donné lieu à une activité commerciale. Le Comité de gestion environnementale de la rivière Pokemouche effectue depuis des années des travaux de protection des berges ainsi que de la sensibilisation. De plus, l'organisme projette d'introduire des truites et autres espèces de poisson dans la rivière.

### Géographie humaine

#### Transport

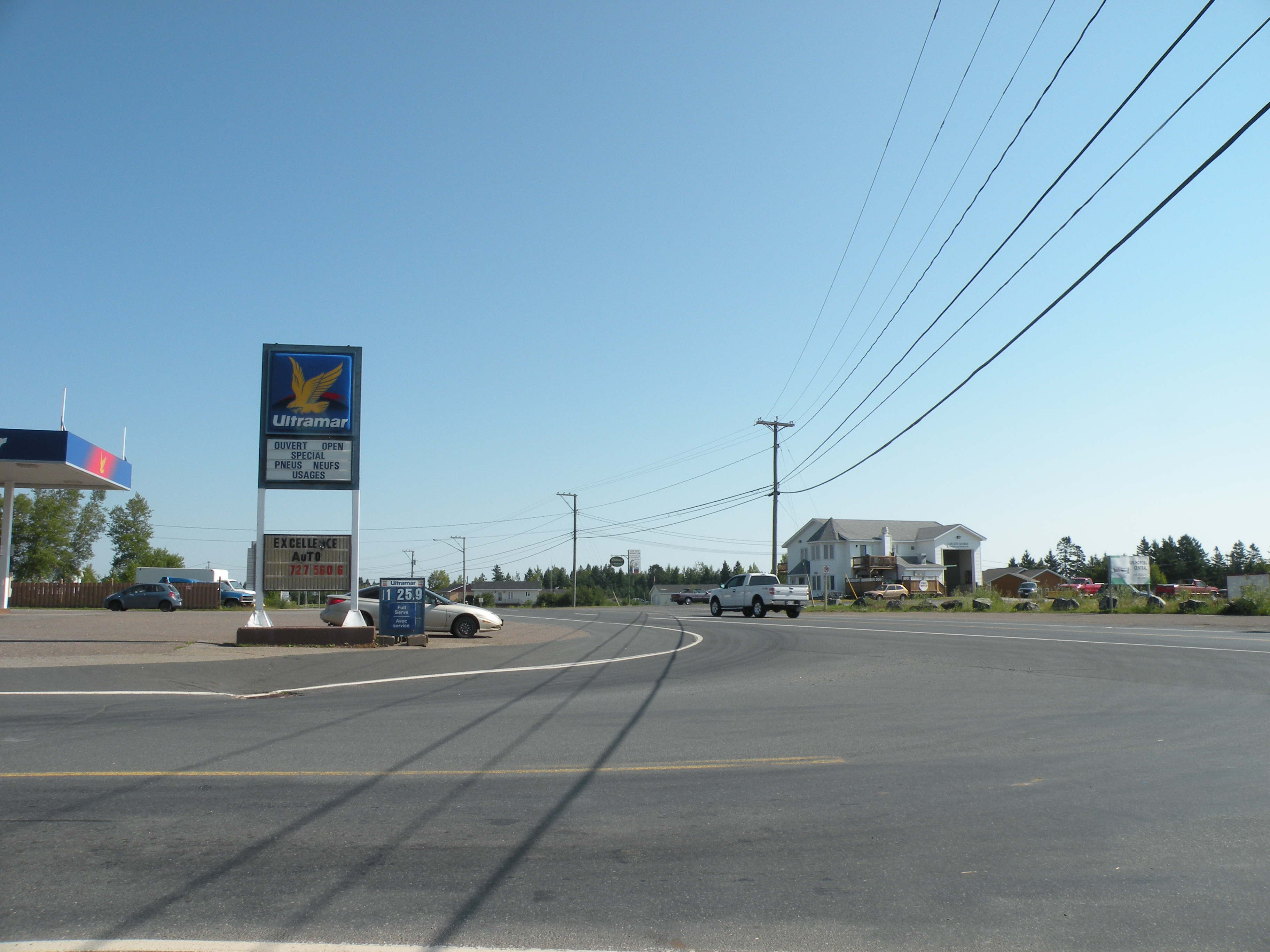
L'intersection principale de Pokemouche.

À mi-chemin entre les principales municipalités de la Péninsule, le village est situé au croisement des routes 11, 113 et 350. La route 345 passe à l'extrémité nord du village.
Flexi Mobilité rurale dispose d'une flotte d'autobus, offrant depuis 2015 un service gratuit du lundi au vendredi. Dès le 3 février 2025, il comptera trois trajets, reliant Caraquet, Shippagan et Tracadie via Pokemouche, à l'arrêt Uni Coopération financière. Des services de taxi desservent aussi la ville. Flexi Déplacement Péninsule offre un service sur demande à tarvers la province. Il y a de plus un service de taxi longue distance, le Taxi Cormier, qui relie la région à Montréal. 
La rivière Pokemouche est navigable par de petits bateaux jusqu'à Maltempèque mais il n'y a pas de quais publics.

#### Quartiers

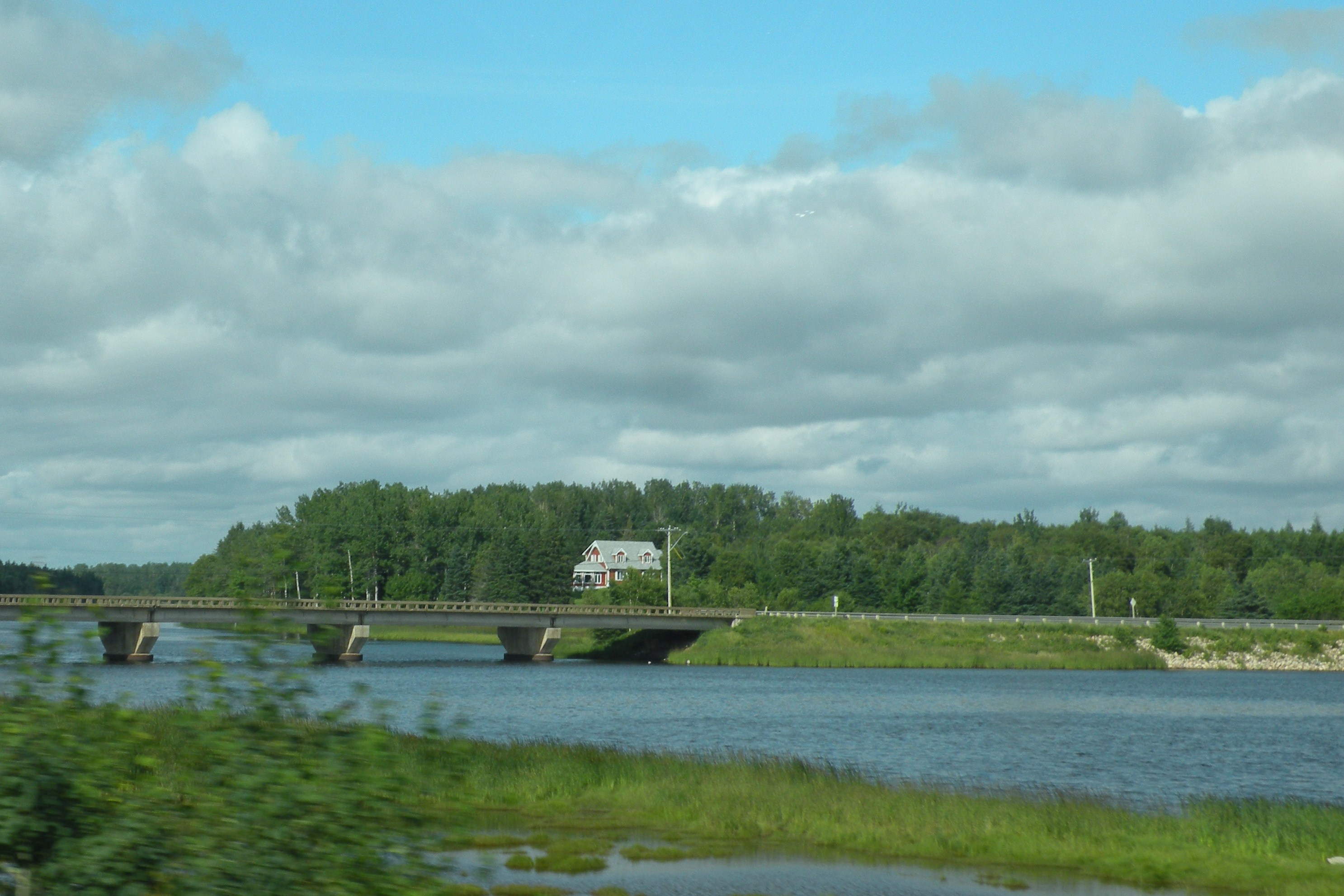
La galerie d'art Donald Mcgraw et le pont de la route 130.

Le hameau au nord se nomme Haut-Pokemouche. C'est un secteur mixte, comprenant des industries et des commerces. Il s'étend principalement sur la route 11 mais avec des développements récents sur la route 350 vers Paquetville, sur la route 130 vers Inkerman et d'autres petites rues. Le hameau au sud de la rivière se nomme Pokemouche. Il est situé le long de la route 11, à la pointe Rivers, et comprend une douzaine de bâtiments dont l'église et l'école en plus du cimetière. South River s'étend le long de la route, au sud du village. Il est essentiellement rural et constitué de quatre secteurs distincts, entre le chemin Herberts et la limite sud du village. Il y a aussi deux hameaux à l'ouest de Pokemouche, soit à la pointe Hébert et à la pointe Comeau.

## Histoire

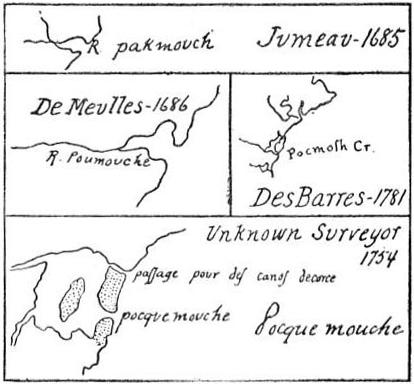
Cartes historiques de Pokemouche.

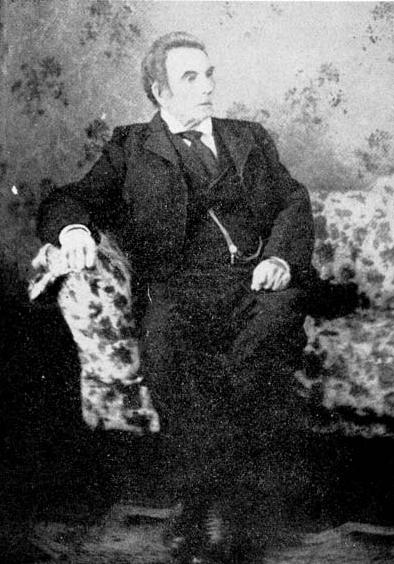
John Sewell (1800-1904), l'un des pionniers de Pokemouche en 1825.

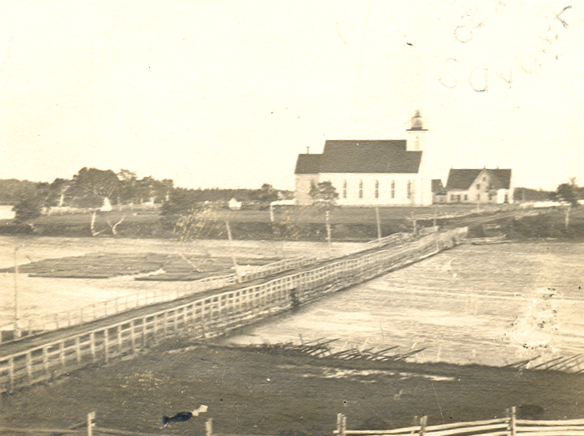
Pokemouche vers 1890.

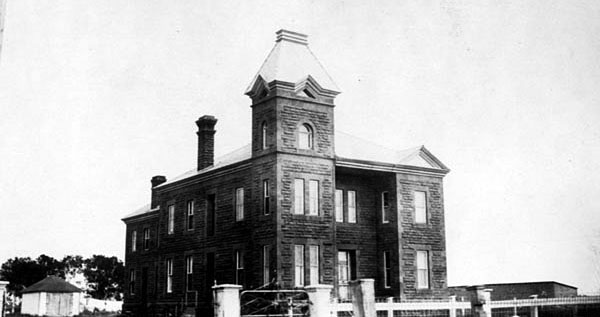
L'ancien presbytère.

Royaume de France (1689-1690)

 Royaume d'Angleterre (1690-1692)

 Royaume de France (1692-1763)

 Royaume de Grande-Bretagne (1763-1801)

 Royaume-Uni de Grande-Bretagne et d'Irlande (1801-1867)

### Préhistoire (-10 000 à 1689)
L'est du Canada est habité depuis plus de 10 000 ans par les Paléoaméricains. On ne connait pas vraiment leur présence à Pokemouche mais des traces de campements ont été découvertes le long de la rivière.
Les Micmacs sont arrivés dans la région il y a environ 3 000 ans, en provenance de l'ouest du Canada. Leur principal village était situé au site actuel de l'église d'Inkerman mais ils possédaient aussi des campements à l'Évangéline, à la pointe Rivers dans le centre de Pokemouche, à l'île Walshs, sur la rive gauche de la rivière en face de cette île ainsi que probablement d'autres. Pokemouche était en fait un lieu de passage important, un portage reliant le village à la baie Saint-Simon au nord et à la baie de Tracadie au sud.

### Régime français (1689 à 1763)
Il n'y a aucune preuve de l'établissement d'européens à Pokemouche durant l'ère des grandes explorations mais leur présence est vraisemblable. En 1689, le Français Michel Degrez reçut une seigneurie occupant une lieue du littoral et s'allongeant sur une lieue dans la vallée de la rivière. Il vivait possiblement avec les Micmacs et après quelques années sur les lieux, le seigneur Degrez s'en alla à Boston. Il devait 200 livres à Philippe Énault, seigneur de Nipisiguit. Sans doute pour ces raisons, le Conseil souverain donna, le 17 août 1693, le fief de Degrez à Énault, lui ajoutant trois lieues de profondeur dans la vallée. Énault ne s'établit pas sur les lieux et d'autres marchands en profitent pour chasser sur ses terres. Il porte plainte au Conseil et obtient gain de cause le 30 août 1705 contre le directeur général de la Compagnie de Mont-Louis, Jean de Clarmont. On ne sait pas avec précision ce qui est arrivé au fief de Pokemouche après la mort d'Énault.
En 1755, le fort Beauséjour capitula devant les Britanniques. Ceux-ci commencèrent alors la déportation des Acadiens. Il est probable que des Acadiens se soient réfugiés à Pokemouche mais l'on sait que quelques centaines d'entre eux s'établirent un peu plus au nord, au bord de la baie des Chaleurs, dans des établissements comme Petite-Rochelle, Nipisiguit et Caraquet, ainsi qu'au sud, à Néguac. Le refuge le plus important est toutefois le Camp d'Espérance, à Miramichi. L'hiver de 1756-1757 est désastreux et plusieurs voyages de pêches doivent être organisés à Pokemouche pour nourrir la population affamée ; les réfugiés sont tellement mal en point que 83 d'entre eux meurent lors du premier voyage vers Pokemouche. Vers 1760, Pokemouche signa un traité avec les Britanniques, que ces derniers n'ont apparemment pas respecté. En 1761, le chef de Pokemouche, Étienne Echbock, guida le raid de Roderick MacKenzie contre les communautés acadiennes de la baie des Chaleurs. Le marchand britannique Gamaliel Smethurst, abandonné par son capitaine lors du raid à Nipisiguit, passa par Pokemouche pour rejoindre le fort Beauséjour. Echbock le retint prisonnier, l'accusant d'avoir organisé le raid, mais le libéra le lendemain. Le village comptait alors cinq ou six maisons, pouvant accueillir jusqu'à 20 personnes chacune selon Smethurst.

### Du régime britannique à la Confédération (1763 à 1867)
Durant la guerre d'indépendance américaine, plusieurs Micmacs s'attaquèrent à des navires britanniques. En juillet 1779, à la suite d'une bataille dans la rivière Miramichi, le Viper en captura une douzaine qui furent emprisonnés à Québec. Le chef John Julien de Miramichi signa un traité de paix le 22 septembre 1779 avec Michael Francklin au nom des Micmacs de Miramichi, de Pokemouche et de la Ristigouche.
Isidore Robichaux, frère de Jean-Baptiste Robichaux, et sa famille furent les premiers acadiens à s'établir à l'en-bas-de-Pokemouche (Inkerman) en 1797. Ils venaient vraisemblablement à Pokemouche depuis quelques années pour chasser et pêcher. Les Landry et Godin de Caraquet ainsi que Jean Arsenault de Pointe-du-Chêne les suivirent vers 1800. Plus tard vinrent les Thibodeau, Blanchard, Savoie et Doucet. L'en-bas-de-Pokemouche fut ainsi colonisé par un nombre impressionnant de familles acadiennes comparativement à Caraquet ou Shippagan. L'Irlandais Michael Finn fut le premier anglophone à s'établir dans la vallée, en 1800. Il fut suivi par Patrick et Michael Boulger, qui déménagèrent plus tard à Shippagan, ainsi que William Flaherty et William MacCarthy, tous des Irlandais. Plusieurs de ces familles s'établirent par la suite à l'en-haut-de-Pokemouche.
L'en-haut-de-Pokemouche fut fondé en 1812 par les Anglais Gilbert Duke et John Tophem. D'autres colons les suivirent, pour la plupart anglais ou écossais. Les Acadiens ne devinrent majoritaires que vers la fin du XIXe siècle.
Le grand feu de forêt de Miramichi, en 1825, poussa des investisseurs anglais à développer l'industrie forestière dans des régions plus au nord comme Pokemouche. Le pin blanc d'Amérique était dravé au port de Shippagan par les compagnie de John Tophem et de Witzell pour y être livré par bateau à l'étranger. On proposa même de construire un canal à travers la plaine de Shippagan reliant la rivière Pokemouche à la baie Saint-Simon pour en faciliter la livraison. La ligne Caraquet fut construite en 1884 à Inkerman. L'épinette, devenue l'essence la plus récoltée, commença à être scié à Haut-Pokemouche et transporté par train vers Bathurst. Le principal marchand restait Joseph Cunard de Chatham. L'industrie déclina à partir de 1860,.

### De la Confédération à nos jours (1867-)
En 1877, 4 résidents périrent dans le naufrage de leur canot sur la rivière.
Il n'y a pas de médecin dans la région de Pokemouche avant la fin du XIXe siècle. Stanislas-Joseph Doucet, qui devient curé du village en 1877, étudie alors l'homéopathie. Il soigne ainsi des gens à 40 kilomètres à la ronde, vend ses remèdes par correspondance et reçoit le surnom d'« homme aux miracles ». Son succès lui apporte plus tard les critiques de médecins nouveaux venus.
En 1898, un incendie réduit en cendres la forêt de Maltempèque au pont de la route 11, détruisant aussi sept maisons.
Durant la seconde moitié du XXe siècle, Fafard Peat Moss exploite une tourbière à Pokemouche.
L'école La Rivière est inaugurée en 1964.
Le pont de la route 11 est reconstruit en 1973; la population s'oppose au nouveau plan, qui empêche les bateaux de traverser.
CKRO, la première station de radio communautaire francophone à l'extérieur du Québec, ouvre ses portes à Pokemouche en 1988.
L'entreprise Fils Fins Atlantique a construit deux filatures au Nouveau-Brunswick dont l'une à Pokemouche en 2000, créant 225 emplois. La forte valeur du dollar canadien et les taxes à l'exportation vers l'Amérique du Sud auraient nui aux activités de l'entreprise. Le gouvernement provincial investit 80 millions de dollars pour préserver les emplois. En octobre 2007, la dette commune des deux usines s'élevait à 140 millions de dollars et elles furent mises sous la protection de la loi sur la faillite. Un plan de relance fut conclu en juillet 2008 et la production redémarra en août mais l'usine fit faillite en janvier 2009, le gouvernement ayant refusé de la financer à nouveau et l'entreprise ne pouvant respecter le plan de relance.
Le presbytère de Pokemouche a été démoli en mai 2009. C'était un édifice massif de grès brun possédant une tour carrée. Il fut construit quelques années après l'église, au sud de celle-ci. Le Village Historique Acadien prévoyait le déplacer au coût de 1 000 000 $ mais abandonna le projet en octobre 2008. Un groupe de citoyens se forma pour protéger l'édifice patrimonial de la démolition mais n'a pas pu empêcher la décision finale du diocèse de Bathurst. Pokemouche fut l'une des localités hôtes du IVe Congrès mondial acadien, à l'été 2009.
En 2016, l'entreprise norvégienne Jiffy Products, spécialisée dans la transformation de la tourbe, annonce pour 2017 le déplacement de la production de son usine de Shippagan vers la filature désaffectée de Pokemouche.

## Chronologie municipale

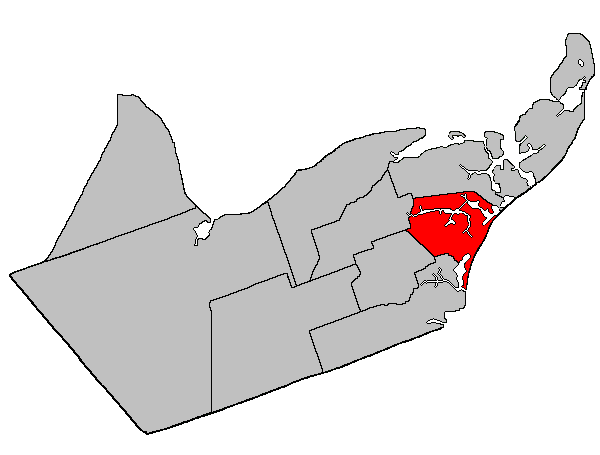
Situation de la paroisse d'Inkerman sur une carte des paroisses civiles du comté de Gloucester (certains DSL et municipalités ne sont donc pas montrés).

1812 : Fondation de Pokemouche, qui fait partie de la paroisse d'Alnwick, dans le comté de Northumberland, au Nouveau-Brunswick, dans l'Amérique du Nord britannique.
1814 : La paroisse de Saumarez, dont Pokemouche fait maintenant partie, est formée à partir de la paroisse d'Alnwick.
1826 : Le comté de Gloucester est formé à partir du comté de Northumberland. Pokemouche fait toujours partie de la paroisse de Saumarez.
1831 : La paroisse de Caraquet, dont Pokemouche fait maintenant partie, est formée à partir de la paroisse de Saumarez.
1851 : La paroisse de Shippagan, dont Pokemouche fait maintenant partie, est formée à partir de la paroisse de Caraquet. La même année, la paroisse d'Inkerman est créée.
1867 : Confédération canadienne.
1881 : La paroisse de Saint-Isidore est créée à partir de portions des paroisses d'Inkerman et de Saumarez.
1897 : La paroisse de Paquetville est formée à partir de portions des paroisses de Caraquet et d'Inkerman.
1966 : La municipalité du comté de Gloucester est dissoute et la paroisse d'Inkerman, dont Pokemouche fait partie, devient le DSL d'Inkerman.
1984 : Le DSL de Pokemouche est formé à partir du DSL d'Inkerman,.

## Démographie
(septembre 2024).
Le DSL comptait 518 habitants en 2011, comparativement à 515 en 2006, soit une augmentation de 0,6 %. Il y avait 244 logements privés, dont 225 occupés par des résidents habituels.
Les données du recensement de 2011 n'étant pas encore toutes disponibles, les autres aspects de la démographie de Pokemouche sont connus d'après le recensement de 2006. Pour l'ensemble de la paroisse d'Inkerman, l'âge médian est de 44,6 ans, comparativement à 41,5 pour la province. 87,8 % de la population est âgée de plus de 15 ans, comparativement à 83,8 % pour la province. Les femmes représentent 50,4 % de la population, comparativement à 51,3 % pour la province. Chez les plus de 15 ans, 43,6 % sont célibataires, 38,5 % sont mariés, 5,9 % sont séparés, 4,8 % sont divorcés et 7,2 % sont veufs,.
Les autochtones représentent 1,9 % de la population et 0,5 % des habitants font partie d'une minorité visible. Les immigrants représentent 0,6 % de la population, la totalité des habitants sont citoyens du Canada et 98,5 % sont issus de familles établies au Canada depuis 3 générations ou plus.
La langue maternelle est le français chez 94,6 % des habitants, l'anglais chez 3,6 %, les deux langues chez 0,7 % et 1,1 % sont allophones. 33,6 % de la population peut communiquer dans les deux langues officielles, 65,4 % sont unilingues francophones et 0,5 % sont unilingues anglophones. Le français est parlé à la maison par 95,6 % des gens, l'anglais par 2,9 %, les deux langues par 0,6 % et une langue non officielle par 0,7 %. Le français est la langue de travail de 91,5 % des employés, l'anglais de 6,0 % et 2,2 % des employés utilisent les deux langues.
29,5 % des habitants âgés de plus de 15 ans possèdent un certificat, diplôme ou grade post-secondaire, comparativement à 44,6 % pour la province.
| 1761 | 1783 | 1806 | 1816 | 1824 | 1834 | 1840 | 1851 | 1861 | 1871 |
| ---- | ---- | ---- | ---- | ---- | ---- | ---- | ---- | ---- | ---- |
| ~100 | -    | -    | -    | -    | 350  | -    | -    | 500  | -    |

| 1881 | 1891 | 1901 | 1911 | 1921 | 1931 | 1941 | 1951 | 1956 | 1961 |
| ---- | ---- | ---- | ---- | ---- | ---- | ---- | ---- | ---- | ---- |
| -    | -    | -    | -    | -    | -    | -    | -    | -    | -    |

| 1966 | 1971 | 1976 | 1981 | 1986 | 1991 | 1996 | 2001 | 2006 | 2011 |
| ---- | ---- | ---- | ---- | ---- | ---- | ---- | ---- | ---- | ---- |
| -    | -    | -    | -    | -    | -    | 556  | 558  | 515  | 518  |

| 2016 | 2021 | - | - | - | - | - | - | - | - |
| ---- | ---- | - | - | - | - | - | - | - | - |
| 490  | 535  | - | - | - | - | - | - | - | - |

## Administration
(septembre 2024).

### District de services locaux
Le district de services locaux de Pokemouche est administré par le ministère des Gouvernements locaux du Nouveau-Brunswick, secondé par un comité consultatif élu composé de cinq membre, dont le président est John Keary.
| Période                                  | Période | Identité        | Étiquette | Qualité |
| ---------------------------------------- | ------- | --------------- | --------- | ------- |
| 200?                                     | .       | John Keary      |           | .       |
| .                                        | 200?    | Émery Robichaud |           | .       |
| Les données manquantes sont à compléter. |         |                 |           |         |

### Budget et fiscalité
Les dépenses annuelles du district de services locaux de Pokemouche s'élèvent à 123 750 dollars en 2007. De cette somme, 1,0 % est alloué à l'administration, 7,5 % à l'urbanisme, 5,9 % au coût de l'évaluation, 16,5 % au service d'incendie, 19,8 % à l'éclairage des rues, 0,3 % aux services récréatifs et communautaires et 49,1 % à la collecte des ordures. Moins les revenus non fiscaux de 3 707 $, cela donne un budget net annuel de 120 043 $. Pokemouche reçoit une subvention inconditionnelle annuelle de 7955$ et le reste du budget, 112 088 $, provient de l'impôt foncier. L'assiette fiscale est de 288 050 $ et le taux d'imposition est de 30,86 cents par 100 dollars d'estimation.
Un autre impôt foncier de 65 cents par 100 $ d'estimation est imposée pour les services de police, de transport et d'administration générale, qui sont gérés directement par le gouvernement provincial.

### Commission de services régionaux
Pokemouche fait partie de la Région 4, une commission de services régionaux (CSR) devant commencer officiellement ses activités le 1er janvier 2013. Contrairement aux municipalités, les DSL sont représentés au conseil par un nombre de représentants proportionnel à leur population et leur assiette fiscale. Ces représentants sont élus par les présidents des DSL mais sont nommés par le gouvernement s'il n'y a pas assez de présidents en fonction. Les services obligatoirement offerts par les CSR sont l'aménagement régional, l'aménagement local dans le cas des DSL, la gestion des déchets solides, la planification des mesures d'urgence ainsi que la collaboration en matière de services de police, la planification et le partage des coûts des infrastructures régionales de sport, de loisirs et de culture; d'autres services pourraient s'ajouter à cette liste.

### Représentation
Nouveau-Brunswick : Pokemouche fait partie de la circonscription de Centre-Péninsule—Saint-Sauveur, qui est représentée à l'Assemblée législative du Nouveau-Brunswick par Denis Landry, du Parti libéral. Il fut élu en 2003 puis réélu en 2008 et en 2010.
 Canada : Pokemouche fait partie de la circonscription fédérale d'Acadie-Bathurst. Cette circonscription est représentée à la Chambre des communes du Canada par Yvon Godin, du NPD. Il fut élu lors de l'élection de 1997 contre le député sortant Doug Young, en raison du mécontentement provoqué par une réforme du régime d’assurance-emploi.

### Pokemouche, chef-lieu de la Péninsule?
La position centrale de Pokemouche fait que le village fait parfois l'objet de projets importants qui, malgré un appui parfois important, n'ont pas encore été menés à terme.

#### Une péninsule, une ville

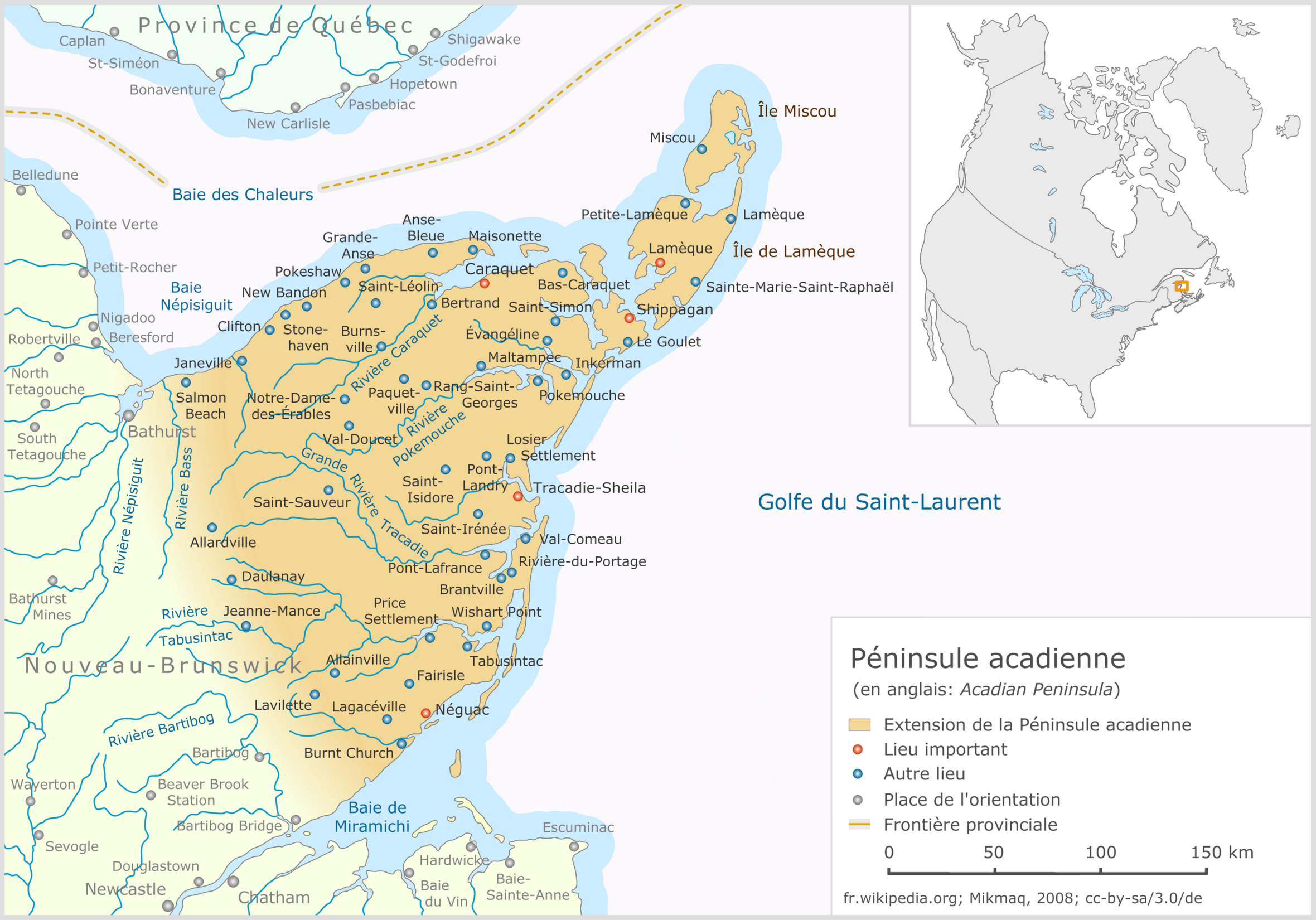
Pokemouche au centre de la péninsule acadienne.

Depuis plusieurs années, il y a un projet de fusionner toutes les municipalités et DSL de la péninsule acadienne pour créer une seule cité. Cette cité compterait alors 50 000 habitants et serait donc la 4e en importance dans la province. Elle comprendrait quatre arrondissements correspondant aux circonscriptions électorales provinciales, soit Caraquet, Centre-Péninsule, Lamèque-Shippagan-Miscou et Tracadie-Sheila. Toutes les villes et villages deviendraient des quartiers de ces arrondissements, et l'hôtel de ville serait installé à Pokemouche. La cité serait nommée Beausoleil, en l'honneur de Joseph Brossard dit Beausoleil. L'ancien premier ministre Bernard Lord s'est prononcé en faveur de cette fusion en 1999. Le projet a refait surface en avril 2002, lorsqu'un groupe local de la SAANB a envoyé une demande officielle à chaque conseil municipal ou consultatif des DSL. Le projet n'a pas porté fruit, mais une enquête réalisée quelques mois plus tard révélait que la majorité des habitants de la région sont en faveur de la fusion ,. Un projet prend officiellement forme vers 2012, prévoyant le regroupement de plusieurs DSL avec la ville de Shippagan, soit uniquement la partie centrale de la Péninsule acadienne ; Landry et Pokemouche sont finalement écartés du projet en 2016.

#### Hôpital

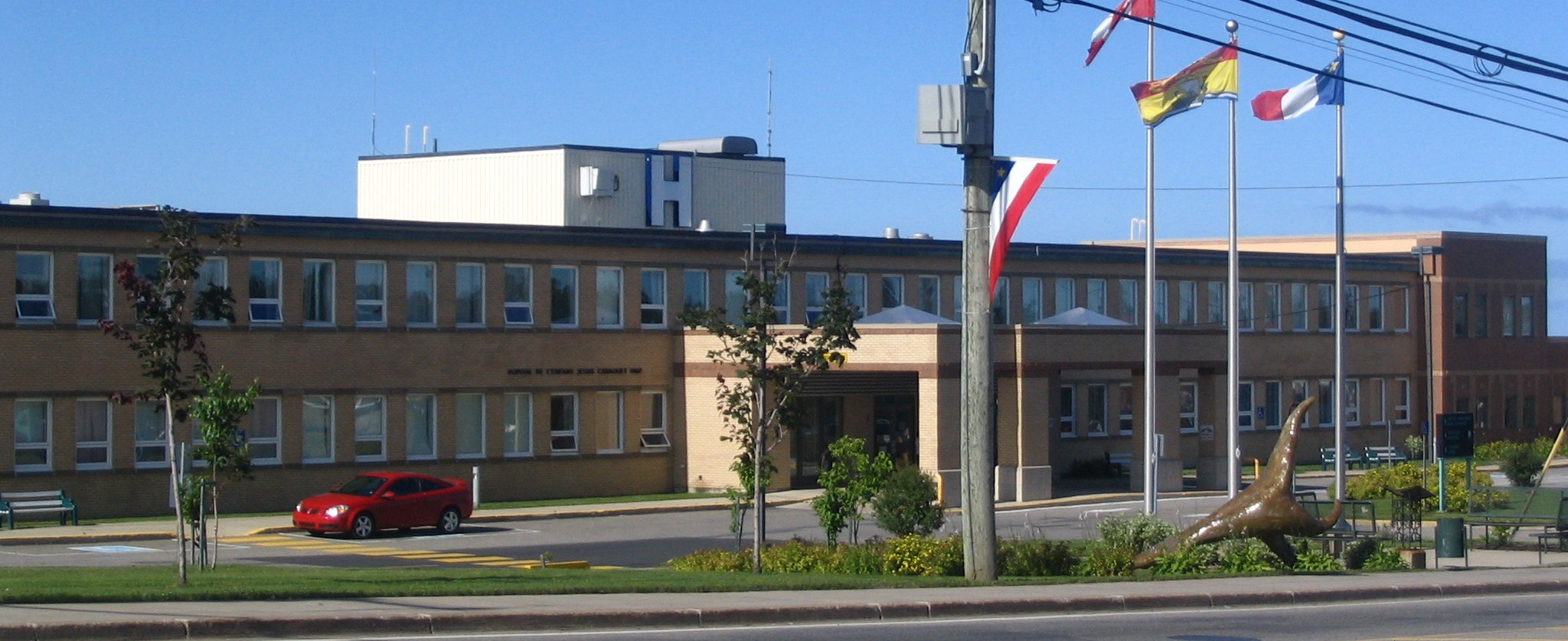
La crise liée à la réduction des services à l'hôpital de Caraquet a remis à l'ordre du jour un hôpital à Pokemouche.

Dans un même ordre d'idée, plusieurs citoyens, spécialistes et politiciens ont proposé de construire un hôpital régional au village.

#### Caraquet
Le DSL doit être fusionnée à Caraquet avec plusieurs autres localités (Bas-Caraquet, Évangéline, Landry, Pokesudie, Saint-Simon et Village-Blanchard) d'ici janvier 2023, à la suite de la présentation du Livre blanc de la réforme municipale, en novembre 2021. Cette nouvelle entité comprendra une population estimée à 7893 habitants, et une assiette fiscale de 592 732 262$.

#### Autres projets
Le DSL projette de construire une caserne de pompiers depuis les années 1980 pour desservir Pokemouche et les DSL environnants, la caserne la plus proche étant celle de Caraquet, à 17 kilomètres. Un terrain a été acheté en 1991 mais le projet estimé à 500 000 $ n'a pas encore porté fruit.
À la suite de la fermeture des cours satellites de Néguac et Shippagan le 1er septembre 2007, les cours de Tracadie-Sheila et de Caraquet devinrent débordées. Malgré l'annonce en 2008 de la construction d'une nouvelle salle d'audience à Caraquet, plusieurs causes doivent être déplacées à Bathurst. Pour conserver les services juridiques dans la région, le député-ministre Denis Landry proposa dès la fermeture de construire un palais de justice central, de préférence à Pokemouche, pour accueillir les causes de la Cour provinciale du Nouveau-Brunswick et de la Cour du Banc de la Reine du Nouveau-Brunswick,. Hédard Albert appuie le projet, alors que Claude Landry et Paul Robichaud s'y opposent.

## Économie
(septembre 2024).

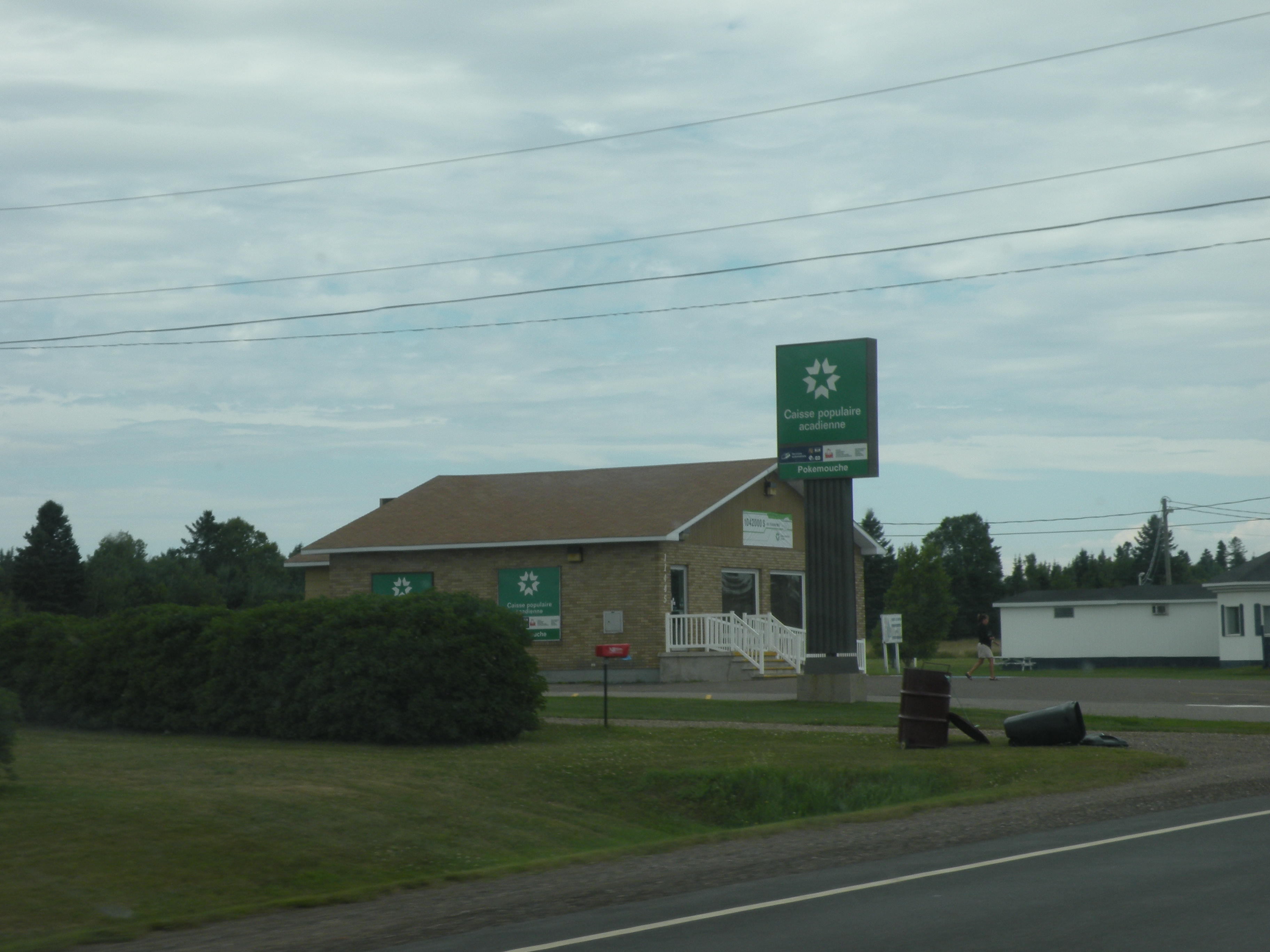
La caisse populaire.

Pour l'ensemble de la paroisse d'Inkerman, chez les habitants âgés de plus de 15 ans, le taux d'activité est de 55,9 %, le taux d'emploi est de 48,0 % et le taux de chômage est de 14,1 %. À titre de comparaison, ceux de la province sont respectivement de 63,7 %, 57,3 % et 10,0 %.
Parmi ces emplois, on en dénombre 14,6 % dans l'agriculture (6,9 % au provincial), 11,1 % dans la construction (6,7 % au provincial), 15,7 % dans la fabrication (10,8 % au provincial), 2,5 % dans le commerce de gros (3,6 % au provincial), 11,4 % dans le commerce au détail (11,9 % au provincial), 3,8 % dans les finances et l'immobilier (4,2 % au provincial), 11,1 % dans la santé et les services sociaux (11,4 % au provincial), 6,3 % dans l'enseignement (6,5 % au provincial), 7,1 % dans les services de commerce (16,9 % au provincial) et 15,9 % dans les autres services (21,1 % au provincial).
Parmi la population active occupée, 6,9 % travaillent à domicile, aucun travaillent ailleurs dans le monde, 15,5 % sont sans lieu de travail fixe et 77,3 % ont un lieu de travail fixe. Parmi les travailleurs ayant un lieu de travail fixe, 18,9 % travaillent dans la Paroisse d'Inkerman, 54,3 % travaillent ailleurs dans le comté, 2,6 % travaillent ailleurs dans la province et 1,4 % travaillent dans une autre province.
La population de Pokemouche travaille surtout dans l'agriculture et les services. Le tourisme étant de plus en plus développé dans la région, il y a également un terrain de camping, un motel, des gîtes et des chalets. Le village possède une succursale de la Caisse populaire Acadie, basée à Caraquet et membre d'UNI Coopération financière; elle a été fondée en 1939. Le ministère des Transports du Nouveau-Brunswick opère un atelier d'entretien. Il y a aussi quelques dizaines de commerces de proximité et services professionnels. Des investisseurs asiatiques seraient intéressés à relancer l'industrie textile à Pokemouche.
Entreprise Péninsule, un organisme basé à Tracadie-Sheila faisant partie du réseau Entreprise, a la responsabilité du développement économique de la région.

## Infrastructures et services

### Éducation

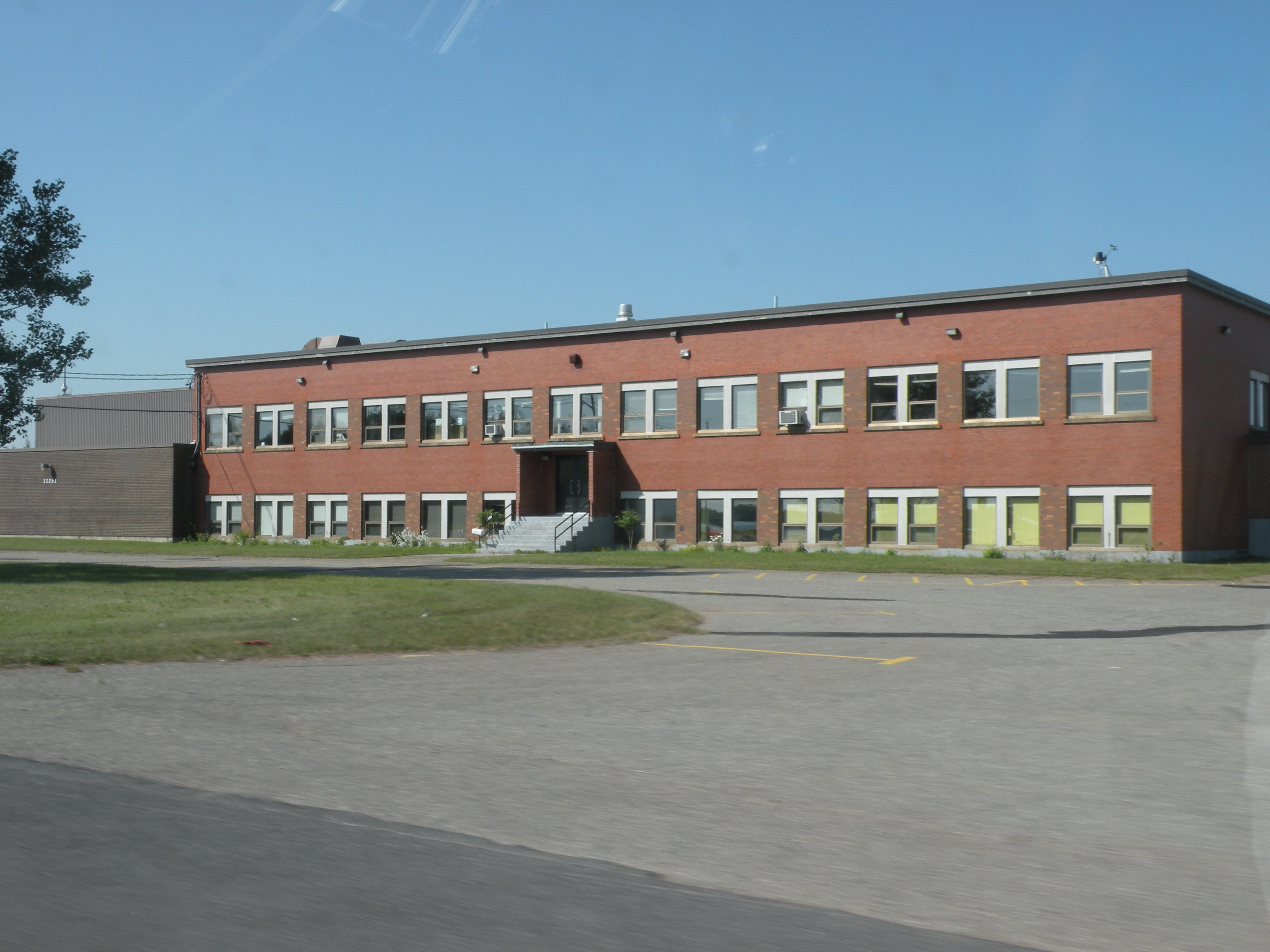
L'école La Rivière.

L'école La Rivière accueille les élèves de la maternelle à la 8e année provenant de Pokemouche, Évangéline, Landry et Maltempèque. C'est une école publique francophones faisant partie du sous-district 6 du district scolaire Francophone Nord-Est. Les élèves doivent ensuite poursuivre leurs études à l'école Marie-Esther de Shippagan. Cette ville compte également une bibliothèque. Un bibliobus visite toutefois le village toutes les trois semaines. La ville de Shippagan possède également le CCNB-Péninsule acadienne et un campus de l'Université de Moncton. Le centre d'accès communautaire de Pokemouche permet d'accéder à l'internet et d'utiliser du matériel informatique.
Les anglophones bénéficient d'une école à Brantville accueillant les élèves de la maternelle à la huitième année. Ils doivent ensuite poursuivre leurs études à Miramichi. Les établissements d'enseignement supérieurs anglophones les plus proches sont à Fredericton ou Miramichi.

### Autres services publics
Pokemouche possède un bureau de poste. Le détachement de la Gendarmerie royale du Canada le plus proche est situé à Caraquet. Cette ville dispose également d'un poste d'Ambulance Nouveau-Brunswick et de l'hôpital de l'Enfant-Jésus.
Existant depuis le 20 juillet 1995, la Commission de gestion des déchets solides de la péninsule acadienne (COGEDES) a son siège-social à Caraquet. Les déchets sont transférés au centre de transbordement de Tracadie-Sheila et les matières non recyclables sont ensuite enfouies à Allardville.
L'urbanisme est de la responsabilité de la Commission d'aménagement de la péninsule acadienne (CAPA), basée à Caraquet.

## Culture

### Personnalités

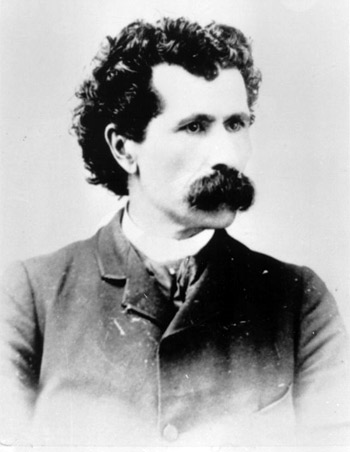
Valentin Landry

- Jean-Joseph-Auguste Allard (Pokemouche, 6 juin 1884 - Bathurst-Est, 2 janvier 1970), prêtre. Il fit ses études au collège Sacré-Cœur de Caraquet et poursuivit ses études théologiques au séminaire de Saint-Cœur-de-Marie à Halifax. Il fut tour à tour vicaire à Balmoral, Kedgwick, Saint-Quentin et Rogersville, avant de devenir curé de Val-d'Amours jusqu'en 1922 et curé de Bathurst-Est jusqu'à sa mort en 1970. Il s'est impliqué dans la cause acadienne mais surtout au soin des familles appauvries par la Grande Dépression et à la colonisation. Il est le fondateur des villages d'Allardville et de Saint-Sauveur. Il a également rédigé une biographie de son oncle Joseph-Théophile Allard[69].
- Thomas Francis Barry (Pokemouche, 31 mars 1841 - Chatham, 19 janvier 1920, prêtre puis évêque de Chatham de 1902 à 1920.
- Edmond E. Landry a été chirurgien pendant plusieurs années, avant de se lancer dans la littérature. Il est l'auteur d'Alexis (1992), de La deuxième bataille (1999) et de La Charlotte des battures (2001). Les deux premiers ont été finalistes au prix France-Acadie tandis que le troisième a mérité le prix en 2002.
- Valentin Landry (Pokemouche, 1844 - Moncton, 1919), inspecteur d'écoles, journaliste, fondateur du journal L'Évangéline et nationaliste acadien.
- Donald McGraw (Pokemouche, 1950 -) est un peintre réaliste ayant touché aux thèmes de la nature, de l'histoire et des portraits. Ses principales collections sont Au nom de la nature et Le Cercle des chefs et ses toiles sont exposées au Canada et ailleurs dans le monde. Il a fait l'objet de deux livres, Le Grand esprit : un cercle de vie et Donald McGraw, une flamme en Acadie : entretiens, récits et réflexions ainsi que d'un film, Le Cercle des chefs.

Le village de Bertand, situé à quelques kilomètres à l'ouest, est possiblement nommé en l'honneur d'un certain Pokemouchois du nom de Bertrand, qui y aurait bâti un moulin.

### Architecture et monuments

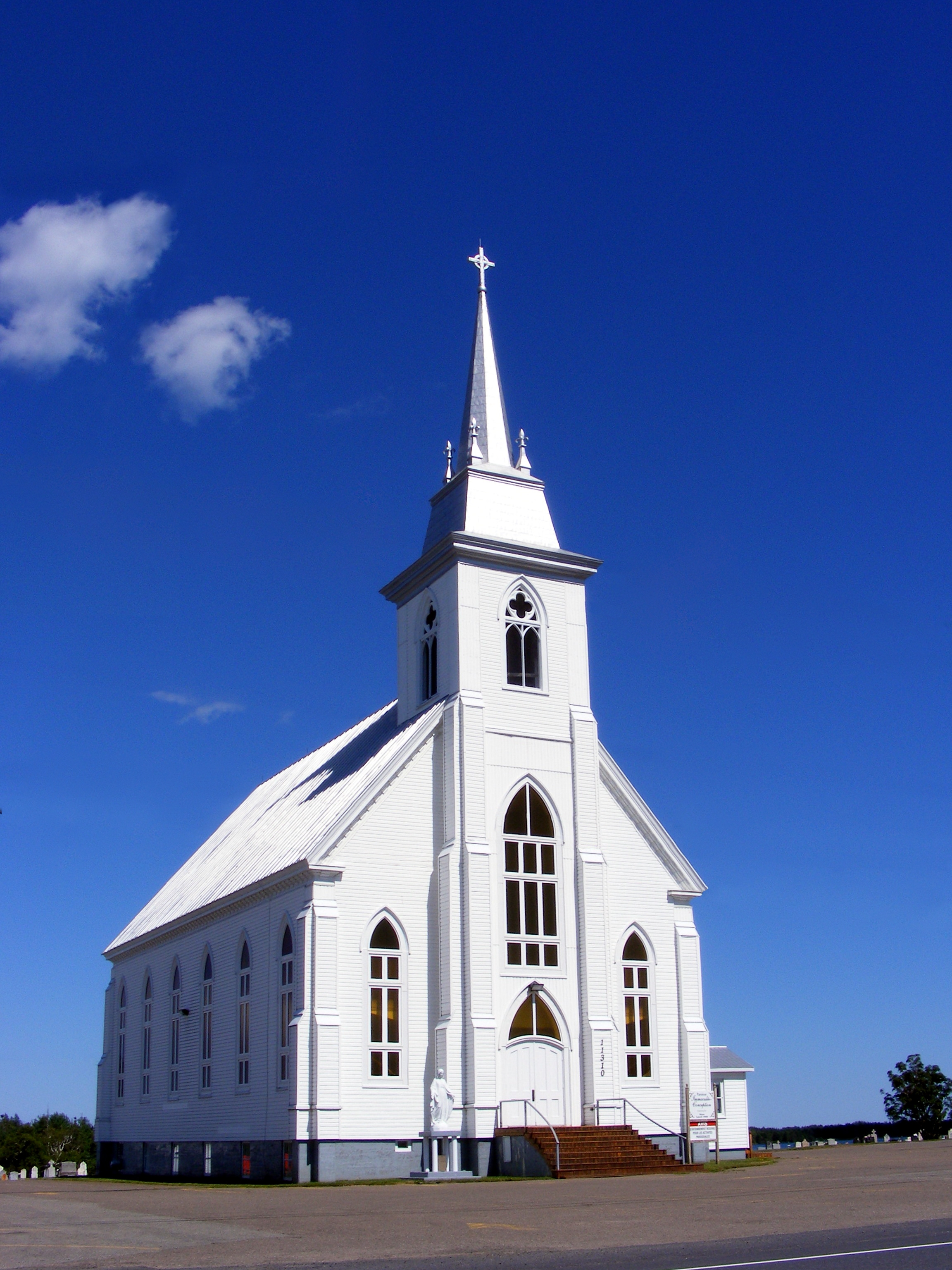
L'église Immaculée-Conception.

L'église catholique de Pokemouche compte un clocher et une statue de la Vierge Marie est installée à l'avant.
Un monument a été élevé au sud de l'église en l'honneur de Valentin Landry, originaire du village. Il comporte l'inscription suivante :
« Valentin Landry. Illustre fils de Pokemouche né le 14 février 1844. Le 23 novembre 1887, il fondait, à Digby, en Nouvelle-Écosse, l'hebdomadaire L'Évangéline. En 1905, L'Évangéline s'installait définitivement à Moncton. Patriote, journaliste, éducateur, Valentin Landry est décédé le 17 mai 1919 à Moncton. Cette plaque a été apposée en 1979 pour honorer ce fondateur à l'occasion du 30e anniversaire de publication quotidienne de L'Évangéline. »
Quelques autres bâtiments méritent l'attention, tels que la galerie d'art Donald McGraw, une maison de bois au lambris rouge et aux moulures jaunes dominant la rivière.

### Gastronomie
La cuisine acadienne utilise couramment des ingrédients comme le poisson, le porc et quelques légumes dont les fèves séchées, les pommes de terre, le chou et le navet. Les plats à base de céréales comme le gruau, les crêpes et le pain sont très fréquents. Aux produits locaux s'ajoutent ceux provenant d'un commerce ancien avec les Antilles et le Brésil, tels que la mélasse, la cassonade, les raisins secs et le riz. Dans la région, les assaisonnements se résument aux herbes salées, aux oignons et à la sarriette. Parmi les plats communs aux différentes régions comme le pâté de viande et le boudin, le plus populaire reste le fricot, une soupe dont il existe une vingtaine de variétés : au poulet, au poisson, aux fruits de mer et au gibier. Un autre plat populaire est la soupe aux légumes et à l'orge, aussi appelée soupe du dimanche, soupe à toutes sortes de choses, soupe à la ferraille ou grosse soupe. En revanche, les mets faits de patates râpées, tels que le chior et la poutine râpée, sont inconnus à Pokemouche. Le gibier et le poisson d'eau douce, qui sont abondants, occupent depuis toujours dans la cuisine une place importante.

### Langue
Les habitants de Pokemouche parlent le français acadien. Autrefois, les familles avaient chacune leur sobriquet, par exemple Crédo pour les Gionet, Caspareau pour les Landry,  porc-épic pour les St-Pierre de Landry-Office et La cruche pour les Nowlan, . Certaines personnes avaient leurs propres sobriquets alors que d'autres pouvaient s'appliquer à plusieurs familles à la fois. Les habitants des villages avaient aussi leurs surnoms.

### Religion

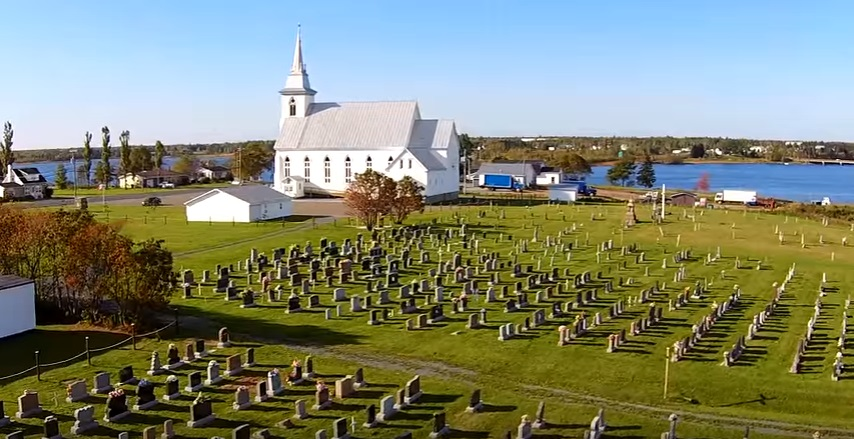
Le cimetière de Pokemouche.

Pokemouche devint une mission catholique en 1842. La paroisse de l'Immaculée-Conception de Pokemouche fut fondée en 1869. La première église fut construite la même année et resta en place jusqu'en 1898, où elle fut remplacée par l'église actuelle. La paroisse catholique romaine de Pokemouche a eu les curés suivants au cours de son histoire :
Liste des curés de la paroisse de l'Immaculée-Conception de Pokemouche
- François-Xavier-Stanislas Lafrance (1842-1852)
- Joseph-Théophile Allard (1869-1876)
- J. A. Babineau (1876-1877)
- Stanislas-Joseph Doucet (1877-1882)
- Th. Fitzgerald (1882-1907)
- John Wheten (1907-1913)
- Claude. J. Cyr (1913-1919)
- François Daigle (1919-1923)
- Romain. Robichaud (1933)
- Martin (1933-1934)
- Wilfred. Lagacé (1934-1942)
- Napoléon Michaud (1943-1951)
- Ernest Chiasson (1951-1955)
- Nérée Lévesque (1955-1970)
- Elphège Chiasson (1970-1995)
- Équipe des Pères Eudistes résidant à Shippagan (1995- ?)
- Jean-Marc Guérette (199?-2005)
- Claude Pinet (2005-

Le village possède aussi un couvent de la Congrégation de Notre-Dame de Montréal.

### Médias, arts et événements

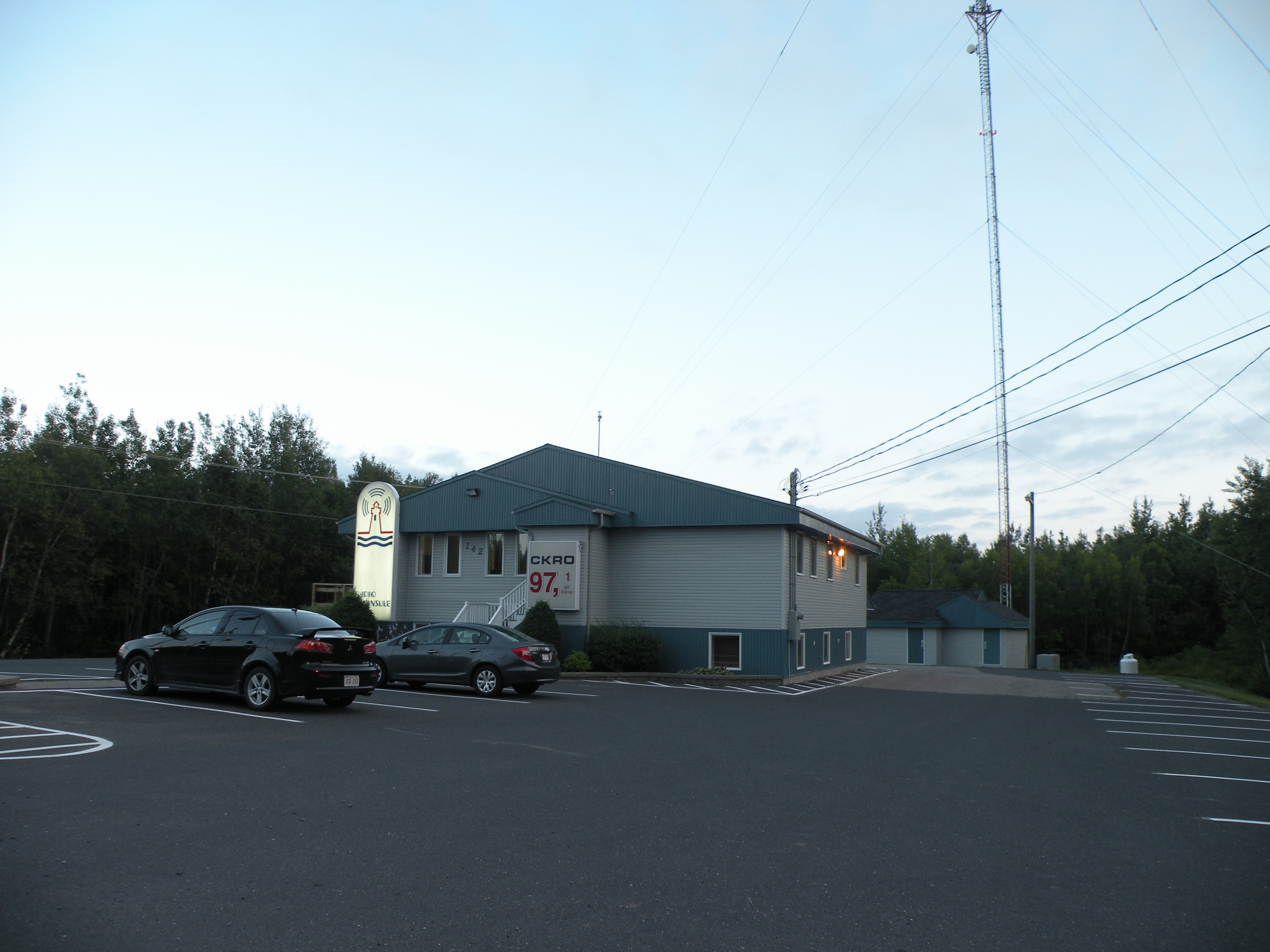
Bâtiment et antenne de la station CKRO-MF.

Le quotidien de Pokemouche est L'Acadie nouvelle, publié à Caraquet. Le quotidien anglophone est Telegraph-Journal, publié à Saint-Jean. CKRO-FM 97,1 a pignon sur rue au village, diffuse dans toute la péninsule acadienne et a un auditoire de 40 000 personnes. D'autres stations captés à Pokemouche incluent CKLE-FM 92,9 et la Première Chaîne de Radio-Canada. Des bureaux régionaux de CBAFT-DT (Télévision de Radio-Canada), de CHAU-TV (TVA) et de TV Rogers sont situés à Caraquet.
La Maison de la Culture, un organisme à but non lucratif, regroupe les régions de Pokemouche, Shippagan, Lamèque et Miscou. Le peintre Donald McGraw occupe une galerie d'art au village.
La programmation du Congrès mondial acadien 2009 fut lancée à Pokemouche le 13 août 2008, un an exactement avant l'événement. Le village occupa une place importante : l'Espace 2009, un mini-village temporaire de tentes comprenant des kiosques d'information, un terrain de jeux, des artisans et un centre de coordination fut ouvert du 16 au 20 août 2009.
La rivière Pokemouche est appréciée pour la pêche sportive. Le village est accessible par le Sentier du Littoral acadien à partir d'Évangéline, d'Inkerman ou de Six Roads. Il y a un club de motoneige, alors que le village limitrophe d'Inkerman possède un club de plein air.

### Fêtes et traditions
La fête nationale de l'Acadie est célébrée le 15 août, jour de l'Assomption. En plus des fêtes catholiques, l'Halloween est célébré le 31 octobre. Comme à beaucoup d’autres endroits, les enfants sont terrifiés par le Bonhomme sept-heures.

### Pokemouche dans la culture
Pokemouche est un personnage du roman The Saginaw Paul Bunyan, publié en 1932, de l'auteur et compositeur américain James Stevens. Le roman La Charlotte des battures, écrit par Edmond E. Landry en 2001, se déroule à Pokemouche dans les années 1930. Le village fait l'objet d'un poème dans le recueil de poésie La terre tressée, de Claude Le Bouthillier.
Un couplet de la chanson Roule, de Cayouche, mentionne Pokemouche.